# Alan Kirketon
Alan Kirketon foi o arquidiácono de Totnes de 1433 a 1443.
Em 1426 ele foi nomeado cónego da segunda baia na Capela de São Jorge, Castelo de Windsor, posição que ocupou até 1443.